# Сухегійн Церенчимед
Церенчимед Сухегійн (монг. Цэрэнчимэд Сүхээгийн; нар. 24 лютого 1995) —  монгольська борчиня вільного стилю, срібна призерка та чемпіонка світу, дворазова бронзова призерка чемпіонатів Азії, бронзова призерка Азійських ігор, бронзова призерка Кубку світу.

## Біографія
Боротьбою займається з 2007 року. Була чемпіонкою світу 2013 року серед юніорів, бронзовою призеркою чемпіонату світу 2011 року серед кадетів. Була другою на чемпіонаті Азії 2014 року серед юніорів і третьою на чемпіонаті Азії 2010 року серед кадетів.

## Спортивні результати на міжнародних змаганнях

### Виступи на Чемпіонатах світу
| Змагання                        | Збірна   | Вагова категорія          | Місце  |
| ------------------------------- | -------- | ------------------------- | ------ |
| Чемпіонат світу з боротьби 2014 | Монголія | жіноча боротьба, до 60 кг | Золото |
| Чемпіонат світу з боротьби 2015 | Монголія | жіноча боротьба, до 60 кг | Срібло |
| Чемпіонат світу з боротьби 2019 | Монголія | жіноча боротьба, до 57 кг | 17     |

### Виступи на Чемпіонатах Азії
| Змагання                       | Збірна   | Вагова категорія          | Місце  |
| ------------------------------ | -------- | ------------------------- | ------ |
| Чемпіонат Азії з боротьби 2011 | Монголія | жіноча боротьба, до 59 кг | Бронза |
| Чемпіонат Азії з боротьби 2014 | Монголія | жіноча боротьба, до 60 кг | Бронза |
| Чемпіонат Азії з боротьби 2019 | Монголія | жіноча боротьба, до 57 кг | Бронза |

### Виступи на Азійських іграх
| Змагання           | Збірна   | Вагова категорія          | Місце  |
| ------------------ | -------- | ------------------------- | ------ |
| Азійські ігри 2014 | Монголія | жіноча боротьба, до 63 кг | Бронза |

### Виступи на Кубках світу
| Змагання                    | Збірна   | Вагова категорія          | Місце  |
| --------------------------- | -------- | ------------------------- | ------ |
| Кубок світу з боротьби 2013 | Монголія | жіноча боротьба, до 59 кг | 9      |
| Кубок світу з боротьби 2014 | Монголія | жіноча боротьба, до 58 кг | 5      |
| Кубок світу з боротьби 2015 | Монголія | жіноча боротьба, до 60 кг | Бронза |

### Виступи на інших змаганнях
| Змагання                                                  | Збірна   | Вагова категорія          | Місце  |
| --------------------------------------------------------- | -------- | ------------------------- | ------ |
| Гран-прі «Харі Рам» 2012                                  | Монголія | жіноча боротьба, до 59 кг | Бронза |
| Гран-прі «Іван Яригін» 2013                               | Монголія | жіноча боротьба, до 59 кг | 5      |
| Гран-прі «Іван Яригін» 2014                               | Монголія | жіноча боротьба, до 58 кг | Срібло |
| Відкритий чемпіонат Польщі з боротьби 2014                | Монголія | жіноча боротьба, до 60 кг | Золото |
| Чемпіонат світу з боротьби серед військовослужбовців 2014 | Монголія | жіноча боротьба, до 60 кг | Золото |
| Гран-прі Парижа з боротьби 2015                           | Монголія | жіноча боротьба, до 63 кг | 15     |
| Flatz Open 2015                                           | Монголія | жіноча боротьба, до 63 кг | Золото |
| Відкритий чемпіонат Польщі з боротьби 2015                | Монголія | жіноча боротьба, до 60 кг | 7      |
| Золотий Гран-прі з боротьби 2015                          | Монголія | жіноча боротьба, до 60 кг | 9      |
| Гран-прі «Іван Яригін» 2016                               | Монголія | жіноча боротьба, до 58 кг | Бронза |
| Відкритий кубок Монголії з боротьби 2016                  | Монголія | жіноча боротьба, до 58 кг | Золото |
| Турнір міста Сассарі 2016                                 | Монголія | жіноча боротьба, до 58 кг | 5      |
| Відкритий чемпіонат Польщі з боротьби 2016                | Монголія | жіноча боротьба, до 58 кг | 8      |
| Гран-прі «Іван Яригін» 2017                               | Монголія | жіноча боротьба, до 58 кг | 11     |
| Чемпіонат світу з боротьби серед військовослужбовців 2018 | Монголія | жіноча боротьба, до 62 кг | Бронза |
| Гран-прі «Іван Яригін» 2019                               | Монголія | жіноча боротьба, до 57 кг | Золото |
| Відкритий кубок Монголії з боротьби 2019                  | Монголія | жіноча боротьба, до 57 кг | Золото |
| Відкритий чемпіонат Польщі з боротьби 2019                | Монголія | жіноча боротьба, до 57 кг | 13     |
| Всесвітні ігри військовослужбовців 2019                   | Монголія | жіноча боротьба, до 57 кг | Срібло |
| Гран-прі «Іван Яригін» 2020                               | Монголія | жіноча боротьба, до 62 кг | 12     |

### Виступи на змаганнях молодших вікових груп
| Змагання                                      | Збірна   | Вагова категорія          | Місце  |
| --------------------------------------------- | -------- | ------------------------- | ------ |
| Чемпіонат Азії з боротьби серед кадетів 2010  | Монголія | жіноча боротьба, до 60 кг | Бронза |
| Чемпіонат світу з боротьби серед кадетів 2011 | Монголія | жіноча боротьба, до 60 кг | Бронза |
| Чемпіонат світу з боротьби серед кадетів 2012 | Монголія | жіноча боротьба, до 60 кг | 9      |
| Чемпіонат світу з боротьби серед юніорів 2012 | Монголія | жіноча боротьба, до 59 кг | 5      |
| Чемпіонат світу з боротьби серед юніорів 2013 | Монголія | жіноча боротьба, до 59 кг | Золото |
| Чемпіонат Азії з боротьби серед юніорів 2014  | Монголія | жіноча боротьба, до 59 кг | Срібло |